# Howard Austen
Howard Austen (nacido Howard Auster; 28 de enero de 1929 - 22 de septiembre de 2003) fue durante mucho tiempo compañero sentimiental del escritor estadounidense Gore Vidal. Estuvieron juntos 53 años, hasta la muerte del propio Austen.

## Primeros años y carrera
Austen nació en el seno de una familia judía de clase trabajadora y creció en El Bronx, Nueva York. Según se dice, Austen quiso tener una carrera como cantante. En 1950, cuando Vidal conoció a Austen, éste acababa de graduarse y luchaba por encontrar trabajo escribiendo textos publicitarios. A sugerencia de Vidal, cambió su apellido de "Auster" a "Austen" "después de que las empresas de publicidad se negaran a contratarlo por ser judío". Inmediatamente después de cambiar su nombre, fue contratado en Doyle, Dane & Bernbach, que era considerada una muy buena casa y que hoy se conoce como DDB. Austen llegaría a ser director de escena de espectáculos de Broadway en las décadas de 1950 y 1960. También trabajó en el cine, colaborando en el casting de la clásica película de 1962 Matar a un ruiseñor.

## Vida personal
Austen fue descrito como pelirrojo y pecoso y a los 21 años, recién graduado de la Universidad de Nueva York, cuando conoció a Vidal en los Everard Baths de Nueva York el Día del Trabajo de 1950. Se ha informado que Vidal describió su relación como "dos hombres que decidieron pasar su vida juntos". Austen gestionó los complicados asuntos financieros de la pareja, los preparativos de los viajes y las necesidades de alojamiento, tanto en su casa de Hollywood como en su villa La Rondinaia en Ravello, Italia, en la costa Amalfitana. En septiembre de 2003, Austen falleció a causa de un tumor cerebral a la edad de 74 años en Los Ángeles, California. En febrero de 2005, Austen fue enterrado de nuevo en Rock Creek Cemetery, en Washington D. C. en una tumba conjunta para Vidal y Austen.